# Vergeroux
Vergeroux is een gemeente in het Franse departement Charente-Maritime (regio Nouvelle-Aquitaine). De plaats maakt deel uit van het arrondissement Rochefort. Vergeroux telde op 1 januari 2022 1.285 inwoners.

## Geografie
De oppervlakte van Vergeroux bedroeg op 1 januari 2022 5,53 vierkante kilometer; de bevolkingsdichtheid was toen 232,4 inwoners per km².
De onderstaande kaart toont de ligging van Vergeroux met de belangrijkste infrastructuur en aangrenzende gemeenten.

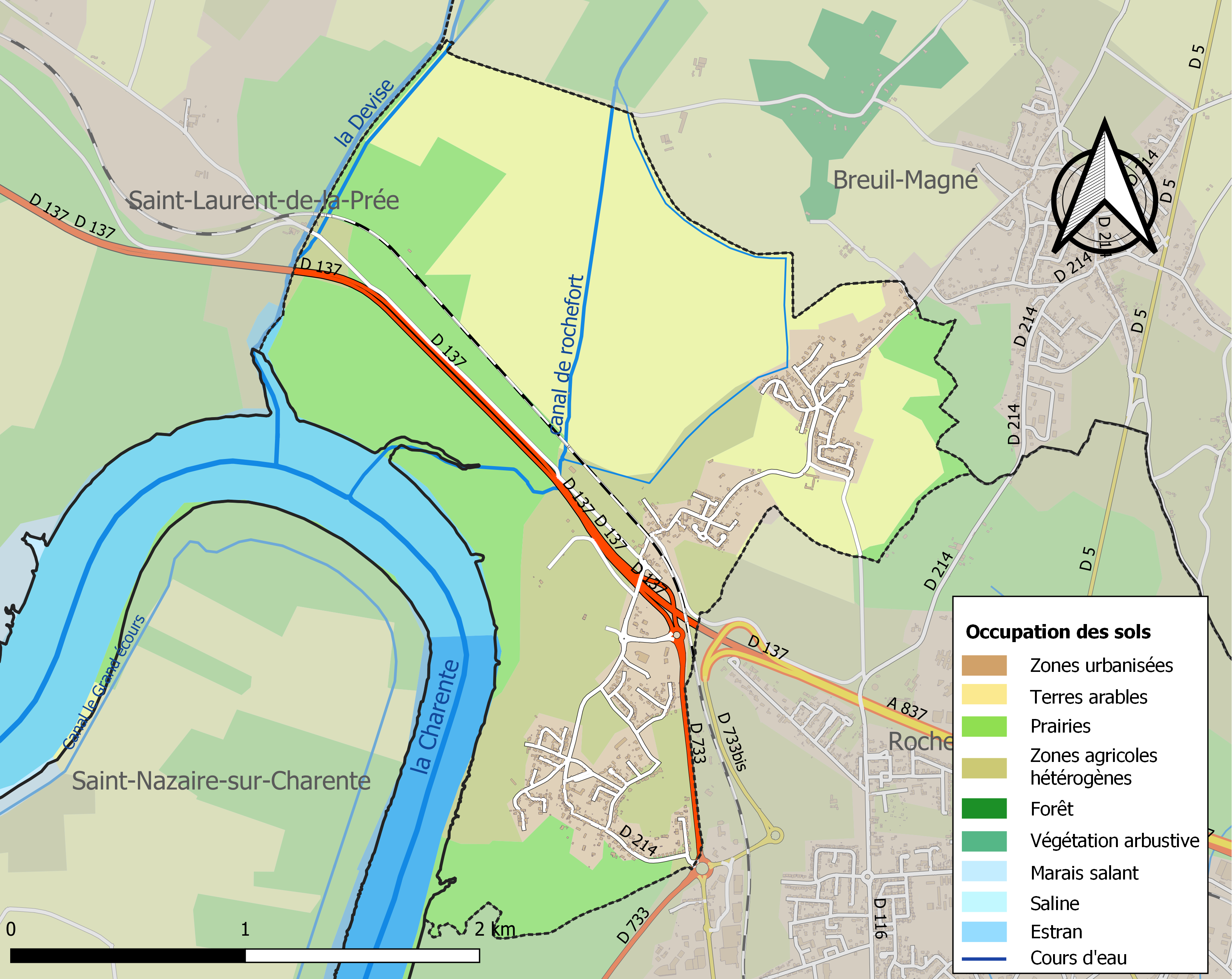

## Demografie
Onderstaande figuur toont het verloop van het inwonertal (bron: INSEE-tellingen).